# کهریز (بروجرد)
کَهریز روستایی است در شهرستان بروجرد در استان لرستان. این روستا در دهستان شیروان در بخش مرکزی این شهرستان قرار دارد.

## جمعیت
بنابر سرشماری مرکز آمار ایران، جمعیت این روستا در سال ۱۳۸۵، برابر با ۱۰۷ نفر بوده‌است که از این میان ۵۶ نفر مرد و بقیه زن بوده‌اند. کهریز ۲۸ خانوار جمعیت دارد.